# NHL Expansion Draft 1979
L'NHL Expansion Draft 1979 si è tenuto il 13 giugno 1979. Il draft ebbe luogo per permettere di completare i roster delle quattro nuove franchigie iscritte in NHL a partire dalla stagione 1979-80, gli Edmonton Oilers, gli Hartford Whalers, i Quebec Nordiques e i Winnipeg Jets. Queste squadre si unirono alla NHL dopo lo scioglimento della World Hockey Association.

## Entry Draft
L'NHL Entry Draft 1979, il 17º draft della National Hockey League, si svolse il 9 agosto 1979 presso il Queen Elizabeth Hotel di Montréal. I Colorado Rockies selezionarono il difensore Rob Ramage dai Birmingham Bulls, i St. Louis Blues invece come seconda scelta puntarono sull'ala sinistra Perry Turnbull, proveniente dai Portland Winter Hawks, mentre i Detroit Red Wings scelsero in terza posizione l'ala destra Mike Foligno dei Sudbury Wolves.

## Regole
Le 17 franchigie esistenti della NHL poterono richiamare tutti i giocatori della WHA di cui detenevano i diritti. Tuttavia le quattro nuove squadre ebbero l'opportunità di proteggere fino a un massimo di due portieri e due giocatori di movimento. Questi giocatori furono indicati come "priority selections" ai fini dell'expansion draft. Le nuove franchigie effettuarono inoltre alcuni scambi con le squadre interessate per poter trattenere i propri giocatori: per esempio i Quebec Nordiques trattennero l'attaccante Réal Cloutier cedendo la loro prima scelta al draft ai Chicago Black Hawks, detentrice dei diritti su Cloutier.
Wayne Gretzky fu considerato come caso a parte, infatti nessuna squadra della NHL deteneva i suoi diritti, tuttavia per motivi di età avrebbe dovuto essere tolto dalla rosa degli Oilers ed essere posizionato fra i giocatori eleggibili nel Draft. Dopo una delibera gli Oilers furono autorizzati a tenerlo considerandolo come una "priority selection", però furono costretti a scegliere per ultimi in tutti i giri dell'Entry Draft 1979. Gordie Howe fu un'altra eccezione, in quanto tramite un gentlemen's agreement fra gli Hartford Whalers e i Detroit Red Wings questi ultimi rinunciarono al loro diritto di richiamare l'attaccante.
Durante i turni dell'Expansion draft le diciassette franchigie della NHL poterono escludere dalla scelta quindici giocatori di movimento e due portieri non esordienti.

## Giocatori richiamati
Elenco dei giocatori della World Hockey Association richiamati dalle franchigie della NHL che detenevano i loro diritti:
- Atlanta Flames : Kent Nilsson (Winnipeg).
- Boston Bruins : Mark Howe (Hartford).
- Buffalo Sabres : Dave Dryden (Edmonton).
- Chicago Blackhawks : John Garrett (Hartford), Bobby Hull (Winnipeg), Terry Ruskowski (Winnipeg).
- Colorado Rockies : Doug Berry (Edmonton).
- Detroit Red Wings : Wes George (Edmonton), Glenn Hicks (Winnipeg), George Lyle (Hartford), Barry Long (Winnipeg).
- Los Angeles Kings : Steve Carlson (Edmonton).
- Minnesota North Stars : Eddie Mio (Edmonton), Paul Shmyr (Edmonton), Cal Sandbeck (Edmonton), Dave Semenko (Edmonton), Greg Tebbutt (Québec).
- Montreal Canadiens : Al Hangsleben (Hartford), Alain Côté (Québec), Danny Geoffrion (Québec), Peter Marsh (Winnipeg).
- New York Islanders : Dave Langevin (Edmonton), Garry Lariviere (Québec), Markus Mattsson (Winnipeg), Kelly Davis (Edmonton).
- New York Rangers : Jim Mayer (Edmonton), Warren Miller (Hartford).
- Philadelphia Flyers : Dennis Sobchuk (Edmonton).
- Pittsburgh Penguins : Paul Baxter (Québec), Kim Clackson (Winnipeg), Morris Lukowich (Winnipeg).
- St. Louis Blues : Risto Siltanen (Edmonton), Chris Bordeleau (Québec), Scott Campbell (Winnipeg), Mike Liut (Cincinnati).
- Toronto Maple Leafs : Stan Weir (Edmonton), Jordy Douglas (Hartford), Rick Ley (Hartford).
- Vancouver Canucks : John Hughes (Edmonton).
- Washington Capitals : Bengt-Åke Gustafsson (Edmonton), Paul MacKinnon (Winnipeg).

## Expansion Draft

### Priority selections
| #   | Giocatore            | Detentore diritti     | Squadra d'appartenenza |
| --- | -------------------- | --------------------- | ---------------------- |
| 1.  | Dave Dryden (P)      | Buffalo Sabres        | Edmonton Oilers        |
| 2.  | Wayne Gretzky (C)    | --                    | Edmonton Oilers        |
| 3.  | Eddie Mio (P)        | Minnesota North Stars | Edmonton Oilers        |
| 4.  | Jordy Douglas (A)    | Toronto Maple Leafs   | Hartford Whalers       |
| 5.  | John Garrett (P)     | St. Louis Blues       | Hartford Whalers       |
| 6.  | Mark Howe (D)        | Boston Bruins         | Hartford Whalers       |
| 7.  | Paul Baxter (D)      | Pittsburgh Penguins   | Quebec Nordiques       |
| 8.  | Richard Brodeur (P)  | New York Islanders    | Quebec Nordiques       |
| 9.  | Garry Lariviere (D)  | Buffalo Sabres        | Quebec Nordiques       |
| 10. | Scott Campbell (D)   | St. Louis Blues       | Winnipeg Jets          |
| 11. | Morris Lukowich (AS) | Pittsburgh Penguins   | Winnipeg Jets          |
| 12. | Markus Mattsson (P)  | New York Islanders    | Winnipeg Jets          |

### Edmonton Oilers
| Scelta # | Giocatore        | Posizione    | Selezionato dai       |
| -------- | ---------------- | ------------ | --------------------- |
| 1        | Pete LoPresti    | Portiere     | Minnesota North Stars |
| 2        | Doug Favell      | Portiere     | Colorado Rockies      |
| 3        | Cam Connor       | Ala destra   | Montreal Canadiens    |
| 4        | Lee Fogolin      | Difensore    | Buffalo Sabres        |
| 5        | Pat Price        | Difensore    | New York Islanders    |
| 6        | Colin Campbell   | Difensore    | Pittsburgh Penguins   |
| 7        | Larry Brown      | Difensore    | Los Angeles Kings     |
| 8        | Ron Areshenkoff  | Centro       | Buffalo Sabres        |
| 9        | Inge Hammarström | Difensore    | St. Louis Blues       |
| 10       | John Gould       | Ala destra   | Atlanta Flames        |
| 11       | Doug Hicks       | Difensore    | Chicago Blackhawks    |
| 12       | Tom Edur         | Difensore    | Pittsburgh Penguins   |
| 13       | Wayne Bianchin   | Ala sinistra | Pittsburgh Penguins   |
| 14       | Mike Forbes      | Difensore    | Boston Bruins         |
| 15       | Doug Patey       | Ala destra   | Washington Capitals   |
| 16       | Bob Kelly        | Ala sinistra | Chicago Blackhawks    |
| 17       | Reg Thomas       | Centro       | Chicago Blackhawks    |
| 18       | Dave Hunter      | Ala sinistra | Montreal Canadiens    |

### Hartford Whalers
| Scelta # | Giocatore       | Posizione    | Selezionato dai     |
| -------- | --------------- | ------------ | ------------------- |
| 1        | Rick Ley        | Difensore    | Toronto Maple Leafs |
| 2        | Nick Fotiu      | Ala sinistra | New York Rangers    |
| 3        | Al Sims         | Difensore    | Boston Bruins       |
| 4        | Bernie Johnston | Centro       | Philadelphia Flyers |
| 5        | Brian Hill      | Ala destra   | Atlanta Flames      |
| 6        | M. F. Schurman  | Ala sinistra | Philadelphia Flyers |
| 7        | Rick Hodgson    | Difensore    | Atlanta Flames      |
| 8        | Kevin Kemp      | Difensore    | Toronto Maple Leafs |
| 9        | Jean Savard     | Centro       | Chicago Blackhawks  |
| 10       | Alan Hangsleben | Difensore    | Montreal Canadiens  |
| 11       | Ralph Klassen   | Attaccante   | Colorado Rockies    |
| 12       | Bill Bennett    | Ala sinistra | Boston Bruins       |
| 13       | Dave Given      | Attaccante   | Buffalo Sabres      |
| 14       | Nick Beverley   | Difensore    | Colorado Rockies    |
| 15       | Norm Lapointe   | Portiere     | Vancouver Canucks   |
| 16       | Don Kozak       | Ala sinistra | Vancouver Canucks   |

### Quebec Nordiques
| Scelta # | Giocatore        | Posizione    | Selezionato dai       |
| -------- | ---------------- | ------------ | --------------------- |
| 1        | Blair Stewart    | Attaccante   | Washington Capitals   |
| 2        | Terry Martin     | Attaccante   | Buffalo Sabres        |
| 3        | Ron Low          | Portiere     | Detroit Red Wings     |
| 4        | John Smrke       | Ala sinistra | St. Louis Blues       |
| 5        | Jamie Masters    | Difensore    | St. Louis Blues       |
| 6        | Dave Farrish     | Difensore    | New York Rangers      |
| 7        | Gerry Hart       | Difensore    | New York Islanders    |
| 8        | Pierre Plante    | Ala destra   | New York Rangers      |
| 9        | John Baby        | Difensore    | Minnesota North Stars |
| 10       | Dave Parro       | Portiere     | Boston Bruins         |
| 11       | Ken Kuzyk        | Ala destra   | Minnesota North Stars |
| 12       | Roland Cloutier  | Centro       | Detroit Red Wings     |
| 13       | Hartland Monahan | Attaccante   | Los Angeles Kings     |
| 14       | Ron Andruff      | Centro       | Colorado Rockies      |
| 15       | Alain Côté       | Ala sinistra | Montreal Canadiens    |
| 16       | Lars Zetterström | Difensore    | Vancouver Canucks     |

### Winnipeg Jets
| Scelta # | Giocatore           | Posizione    | Selezionato dai       |
| -------- | ------------------- | ------------ | --------------------- |
| 1        | Peter Marsh         | Ala sinistra | Montreal Canadiens    |
| 2        | Lindsay Middlebrook | Portiere     | New York Rangers      |
| 3        | Bobby Hull          | Ala sinistra | Chicago Blackhawks    |
| 4        | Al Cameron          | Difensore    | Detroit Red Wings     |
| 5        | Dave Hoyda          | Ala sinistra | Philadelphia Flyers   |
| 6        | Jim Roberts         | Ala sinistra | Minnesota North Stars |
| 7        | Lorne Stamler       | Ala sinistra | Toronto Maple Leafs   |
| 8        | Mark Heaslip        | Ala destra   | Los Angeles Kings     |
| 9        | Pierre Hamel        | Portiere     | Toronto Maple Leafs   |
| 10       | Gord McTavish       | Attaccante   | St. Louis Blues       |
| 11       | Gord Smith          | Difensore    | Washington Capitals   |
| 12       | Clark Hamilton      | Centro       | Detroit Red Wings     |
| 13       | Jim Cunningham      | Ala sinistra | Philadelphia Flyers   |
| 14       | Dennis Abgrall      | Ala destra   | Los Angeles Kings     |
| 15       | Bill Riley          | Ala          | Washington Capitals   |
| 16       | Gene Carr           | Centro       | Atlanta Flames        |
| 17       | Hilliard Graves     | Ala destra   | Vancouver Canucks     |